# Statique (mécanique)
 (juillet 2025).
Pour les articles homonymes, voir Mécanique et Statique.
La statique, ou mécanique statique, est la branche de la physique qui étudie les systèmes mécaniques en équilibre dans un repère galiléen.
Est considéré en équilibre un système mécanique sans mouvement ou en mouvement de translation rectiligne uniforme.

## Principe fondamental de la statique

### Énoncé
Des lois du mouvement de Newton, on peut déduire, de manière générale, l'énoncé suivant :
Théorème — Si un système mécanique est en équilibre dans un référentiel galiléen, l'effet des efforts extérieurs qui s'appliquent sur lui est nul (somme des forces extérieures nulle et somme des moments extérieurs nulle).
Remarque : la réciproque n'est pas vraie, un système mécanique soumis à un ensemble d'efforts extérieurs d'effet global nul n'est pas forcément en équilibre (exemple : une paire de ciseaux).

### Système mécanique
Un système mécanique est un ensemble matériel (objet de l'étude) qui peut être, un point matériel, un solide, un ensemble de solides, une partie d'un solide, un échantillon de fluide, ou tout autre association de corps physiques souvent affectés d'une masse.

### Référentiel galiléen
Le référentiel galiléen est un cas de référentiel particulier dans lequel le principe énoncé est applicable ; suivant l'étude envisagée, le référentiel à considérer peut différer. C'est souvent parce que le résultat d'une étude statique est satisfaisant qu'on qualifie de galiléen le référentiel choisi... l'œuf et la poule!

### Efforts extérieurs
Les efforts extérieurs sont les actions mécaniques (forces et moments de forces) appliquées sur le système étudié par des éléments extérieurs au système étudié. La définition précise de la frontière du système est primordiale.

### Équations du principe fondamental de la statique
La somme nulle des efforts extérieurs fournit une équation mathématique (scalaire, vectorielle ou matricielle), de laquelle on peut déduire une relation entre les actions connues et les actions inconnues. Cela implique l'utilisation de modèles représentant ces efforts et permettant d'en établir la somme. Ces modèles sont adaptés à chaque cas.
Dans une étude d'équilibre statique, l'ensemble matériel isolé fournit donc le système d'équations à résoudre dans lequel les inconnues sont les efforts appliqués à ce système et/ou, dans certains cas où l'on recherche la ou les positions d'équilibre, des paramètres géométriques permettant de définir la position du système.
Deux équations sont utilisées dans les calculs impliquant le principe fondamental de la statique :
- la somme des efforts extérieurs à un objet est égale au vecteur nul :
{\displaystyle \sum {{\vec {F}}_{ext}}={\vec {0}}} ;
- la somme des moments en un point, ici le point A, est égale au vecteur nul :
{\displaystyle \sum {{\vec {M}}_{A}({\vec {F}})}={\vec {0}}}.

## Modèles d'étude
Le choix d'un modèle dépend étroitement du résultat recherché. L'état de l'art permet aujourd'hui, grâce à l'outil informatique, des études d'une grande complexité. Toutefois des modèles très simples bien adaptés et mis en œuvre au coin d'une feuille peuvent aboutir à des résultats tout aussi réalistes.
Ces modèles d'étude se distinguent en partie par le type de système étudié :
- le point matériel : dans ce cas les actions mécaniques extérieures sont des forces toutes appliquées au point considéré. Il est tout à fait satisfaisant lorsque le système n'est soumis qu'à des actions à distance comme en astronomie, pour l'étude du mouvement des planètes.
- le solide indéformable : les actions mécaniques sont réparties sur la frontière du solide (action de contact) ou dans la masse (actions à distance). Du fait de la multiplication des points d'application, l'étude nécessite de plus la considération des moments de force.
- les mécanismes : les actions transmissibles dans les liaisons mécaniques présentent des particularités exploitables a priori dès le début de l'étude. Les inconnues statiques de liaisons sont alors dans un espace vectoriel admissible.
- le solide déformable : le système étudié est une partie isolé d'un solide : on fait ainsi apparaître comme action extérieure l'effort de cohésion à travers la section fictive du solide. C'est le modèle retenu en résistance des matériaux.
- les fluides : l'équilibre des gaz et des liquides introduit, de plus, la notion de pression.
- le milieu continu : c'est l'extension de la mécanique des fluides appliquée aux solides. L'étude d'un élément de matière conduit à la détermination des contraintes dans la matière.

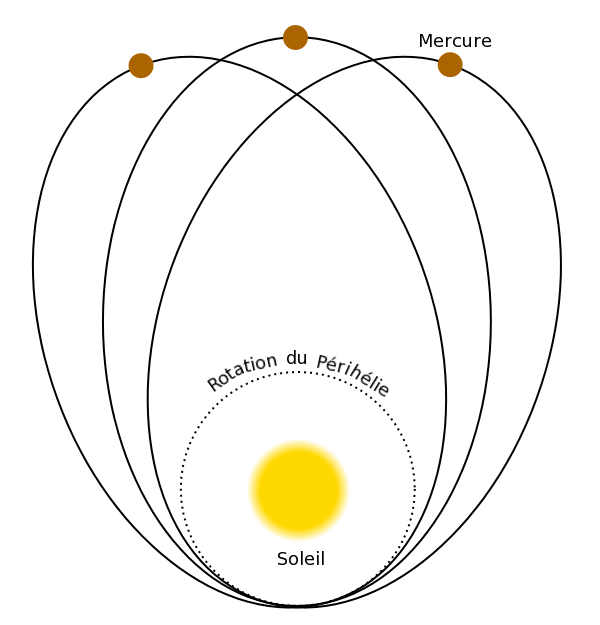
Mécanique du point
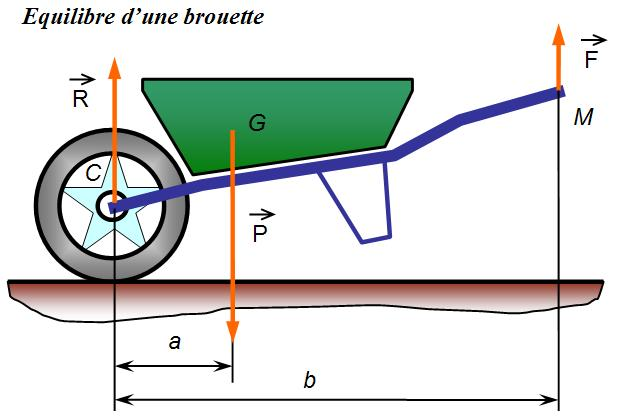
Mécanique du solide
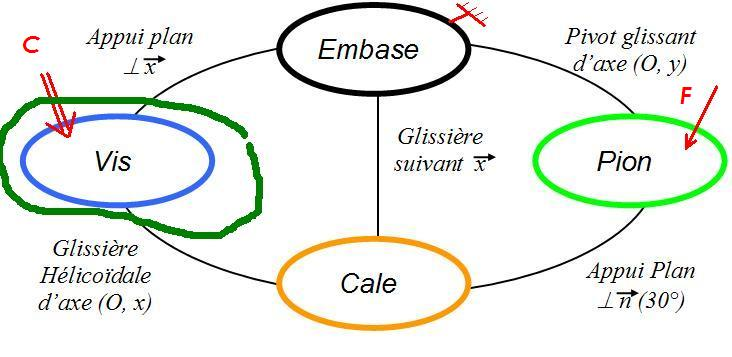
Modèle pour l'étude statique d'un mécanisme
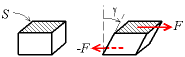
Elément de milieu continu

## Étude quasi statique
Dans sa formulation donnée ci-dessus le principe fondamental de la statique est un cas particulier du principe fondamental de la dynamique. Cela peut en partie se recouper en opérant un changement de référentiel galiléen. Cependant, en particulier pour l'étude des mécanismes, où toutes les pièces ne sont pas nécessairement animées d'un mouvement uniforme, on pose souvent l'hypothèse d'inerties négligeables. Cela revient à étudier chaque position du mécanisme comme une position d'équilibre (absence de mouvement); ce qui semble paradoxal. C'est une démarche proposée par de nombreux logiciels de calcul en mécanique. Lorsque la considération des masses est inévitable le problème doit être traité dans le cadre plus complexe de la dynamique.

## Frontière d'isolement
Le système considéré est en équilibre sous l'effet d'actions extérieures. Cette notion est donc tributaire d'une frontière qu'il convient de bien définir, et qui constitue une surface fermée autour du système. À travers cette frontière les actions émanant d'éléments matériels situés à l'extérieur sont de deux natures :
- les actions de contact, dans ce cas le point d'application est un élément de la frontière. C'est le cas commun des liaisons mécaniques ;
- les actions à distance appliquées sur une partie ou l'ensemble des points à l'intérieur de la frontière. C'est le cas des forces d'attraction ou forces électromagnétiques.

Si cette frontière est évidente quand on étudie un point matériel ou un solide, sa définition est plus subtile lorsqu'on s'intéresse à un élément de milieu continu ou une partie seulement d'un solide. À la frontière virtuelle de ces systèmes apparaissent alors des actions mécaniques bien réelles qui requiert souvent des modélisations plus complexes que celle du vecteur force.

## Condition sur l'énergie potentielle
Dans le cas où le système est soumis à un ensemble de forces conservatives, une position d'équilibre est obtenue quand l'énergie potentielle est stationnaire, c'est-à-dire quand :
{\displaystyle {\vec {\nabla }}\,E_{p}={\vec {0}}}.
Lorsque l'énergie potentielle est à un niveau minimal local strict et que le système a un nombre fini de degrés de liberté, le théorème de Lejeune-Dirichlet montre que l'équilibre est stable, ce qui signifie que si on écarte très peu le système de ce point d'équilibre (position et vitesse), le système ne s'écartera que très peu de sa position d'équilibre (sa position restera proche de la position d'équilibre et sa vitesse restera petite). Le pendule pesant est au repos dans une position d'équilibre stable (énergie potentielle minimale) quand il se situe à la verticale de son point d'articulation.
Dans tous les autres cas, (lorsque l'énergie potentielle n'atteint par un minimum strict), l'équilibre est instable. Exemples :
- si l'on retourne le pendule (rigide) pesant au-dessus de son axe, on peut espérer le placer dans une situation d'équilibre, évidemment précaire. Ce sont ces cas, qui sont les plus spectaculaires, que recherchent les équilibristes ;
- si l'on place une bille au fond d'une cuvette dont le fond est plat et horizontal (cas d'un minimum non strict de l'énergie potentielle), un petit coup donné à la bille écarte "beaucoup" cette bille ;
- cas d'une valeur stationnaire de l'énergie potentielle : un grimpeur debout sur une corniche au-dessus du vide.